# Russell Mathews
Russell Lloyd Mathews CBE AO (* 5. Januar 1921 in Geelong, Victoria, Australien; † 1. März 2000 in Canberra) war ein australischer Wirtschaftswissenschaftler.

## Leben und Wirken
Russell Mathews war der Sohn von Percival Mathews Mathews und dessen Frau Rose geb. Goslin. Er besuchte die Sandringham State School und anschließend mit einem Stipendium das Haileybury College in Melbourne. Ab 1939 arbeitete er in einem Immobilienunternehmen und studierte nebenbei an einer Abendschule Rechnungswesen. 1941 ging er zur Australian Army, war aktiv eingesetzt in Neuguinea und Bougainville und wurde bis zum Hauptmann befördert. 1945 musste er mit einer schweren Beinverletzung für fast ein Jahr behandelt werden; er blieb dauerhaft gehbehindert. Seine Kriegserlebnisse veröffentlichte er in dem Buch Militia Battalion at War.
Ab 1946 studierte er an der Universität Melbourne Handel und Wirtschaft und graduierte 1949. Im selben Jahr ging er an die Australian National University (ANU), wurde Wissenschaftlicher Mitarbeiter des Vice-Chancellors Douglas Copland und später Administrative Officer des Universitätskanzlers Ross Hohnen. 1951 ging er nach London, um Mitarbeiter und Doktoranden für die ANU zu gewinnen. Ab 1953 war er Reader an der University of Adelaide; 1958 wurde er auf einen Lehrstuhl berufen und wurde Dekan der Fakultät für Handel. 1965 berief ihn die ANU an die Fakultät für Wirtschaftswissenschaften auf einen Stiftungslehrstuhl für Rechnungsführung und Finanzwissenschaft. 1972 wurde er Gründungsdirektor des Centre for Research on Federal Financial Relations der ANU. 1959 wählte ihn die Social Science Research Council of Australia als Mitglied; 1972 wurde er Fellow der nachfolgenden Academy of the Social Sciences in Australia. 1986 wurde er emeritiert.
Die Forschungs- und Veröffentlichungsschwerpunkte von Russell Mathews waren Buchhaltung, öffentliche Finanzen, Besteuerung, fiskalischer Föderalismus und Inflation. Er gilt als ein Verfechter des Keynesianismus und der Lehren von John Kenneth Galbraith. Mathews war Berater mehrerer staatlicher Organisationen und Behörden sowohl auf Ebene des „Commonwealth of Australia“ als auch auf Ebene der Bundesstaaten und Territorien. Von 1972 bis 1990 war er Mitglied der Commonwealth Grants Commission, die die australische Regierung zu Fragen des Finanzausgleichs zwischen den Bundesstaaten und Territorien berät. Hier entwickelte er vor allem Methoden zur Feststellung der Ansprüche. Er untersuchte auch die Steuersystem anderer Staaten wie Fidschi. Von 1990 bis 1999 war er Mitglied der Casino-Überwachungsbehörde des Australian Capital Territory, die unter anderem die Besteuerung der Spielcasinos überprüft. 
Russell Mathews heiratete 1947 seine damalige Kommilitonin Joan geb. Tingate. Sie hatten einen Sohn, den Archäologen Peter Mathews (* 1951), und eine Tochter, die Schriftstellerin und Journalistin Sue Mathews (* 1952).

## Ehrungen
- 1959: Mitglied des Social Science Research Council of Australia
- 1972: Fellow der Academy of the Social Sciences in Australia
- 1978: Commander des Order of the British Empire
- 1987: Officer des Order of Australia

## Schriften
Russell Mathews ist Autor oder Mitautor von über 40 Büchern und veröffentlichte mehr als 250 Artikel.
- Militia Battalion at War. The history of the 58/59th Australian infantry battalion in the second world war. 58/59th Battalion Association, Kyabram 1961, ISBN 1-86252809-8. Neuauflage 1987.
- Accounting for economists. Cheshire, Melbourne 1963.
- mit William Robert C. Jay (Hrsg.): Government accounting in Australia. A book of readings. Cheshire, Melbourne/Canberra 1968.
- The Accounting framework. Cheshire, Melbourne 1972.
Neuauflage:
Mit Ronald Ma: The accounting framework. A contemporary emphasis. Longman, Melbourne 1979, ISBN 0-582-71094-4.
- mit William Robert C. Jay: Federal finance. Intergovernmental financial relations in Australia since federation. Nelson, Melbourne 1972.
- Fiscal federalism. Retrospect and prospect. Australian National University, Canberra, 1974, ISBN 0-7081-0470-3.
- Federalism in Australia and the Federal Republic of Germany. A comparative study. Australian National University, Canberra 1980, ISBN 0-7081-1600-0.
- mit Rae Else-Mitchell: Federal grants to states. Australian National University, Canberra 1981, ISBN 0-86784-333-0.
- Fiscal equalisation in transport. Australian National University, Canberra 1984, ISBN 0-86784-470-1.
- Federalism an the environment. Australian National University, Canberra 1985, ISBN 0-86784-590-2.
- mit Bhajan S. Grewal: The public sector in jeopardy. Australian fiscal federalism from Whitlam to Keating. Centre for Strategic Economic Studies, Victoria University, Melbourne 1997, ISBN 1-87533-896-9.